# Бан (Палатинат)
Бан (њем. Bann) општина је у њемачкој савезној држави Рајна-Палатинат. Једно је од 50 општинских средишта округа Кајзерслаутерн. Према процјени из 2010. у општини је живјело 2.249 становника. Посједује регионалну шифру (AGS) 7335002.

## Географски и демографски подаци
Бан се налази у савезној држави Рајна-Палатинат у округу Кајзерслаутерн. Општина се налази на надморској висини од 362 метра. Површина општине износи 13,0 km². У самом мјесту је, према процјени из 2010. године, живјело 2.249 становника. Просјечна густина становништва износи 174 становника/km².

## Међународна сарадња
| Мјесто | Држава    | Врста сарадње | Од    |
| ------ | --------- | ------------- | ----- |
|        | Француска | партнерство   | 1989. |
|        | Француска | партнерство   | 1980. |
|        | Француска | партнерство   | 1983. |
| Извор  |           |               |       |